# 西原玲奈
西原 玲奈（にしはら れな、1981年11月20日 - 現姓 前原〈まえはら〉）は、日本中央競馬会 (JRA) の調教助手で、元騎手。
現役時代は栗東トレーニングセンターに所属、JRA史上6人目の女性騎手であった。

## 人物・来歴
中学生のころに牧原由貴子（現姓:増沢）や細江純子、田村真来がデビューしたのを見て騎手になりたいと思うようになった。細江にはファンレターも出したという。
競馬学校騎手課程16期生として入学。同期には小林慎一郎、田嶋翔らがいる。
2000年3月1日に騎手免許を取得し須貝彦三厩舎に所属。初騎乗は3月4日、中京競馬第2競走のリブレットで、13頭立ての11着だった。初勝利は同年3月25日中京競馬第7競走で、キンザンウイニングに騎乗してのものであった。デビュー9戦目の勝利は女性騎手としての最速記録である。
2002年6月2日中京競馬第5競走で、キタサンアルダーンに騎乗して障害戦に初挑戦。しかし落馬して競走中止。右足脛骨骨折、腓骨骨折、腰椎圧迫骨折という重傷を負ってしまった。このとき引退も囁かれたものの、約1年後に復帰した。復帰後の初勝利は武豊との叩き合いを制しての勝利だった。
重賞競走の勝鞍はJRAではないが、地方競馬では2003年に荒尾競馬で行われた霧島賞にカシノコールミーで勝利している。
西原がデビューした当時、JRA所属の女性騎手は自身を含め5名が現役騎手であったが、ほかの女性騎手は次々と現役を退き、2009年末の時点で現役を続けている女性騎手は増澤由貴子と西原のみの状況となっていた。その西原も、後年は騎乗回数が年間30回以下と少なく、しかもそのほとんどが須貝厩舎に所属する馬であるため厳しい状況が続いていた。そのようななか、2007年8月21日付で須貝厩舎を離れ、フリーランスとなっていた。
前述の2003年8月の霧島賞以来勝利から見離されていたが、2009年11月17日のレディースジョッキーズシリーズ第1ラウンド・第2戦（水沢競馬場）で1着となり、5年3か月ぶりの勝利を挙げた。

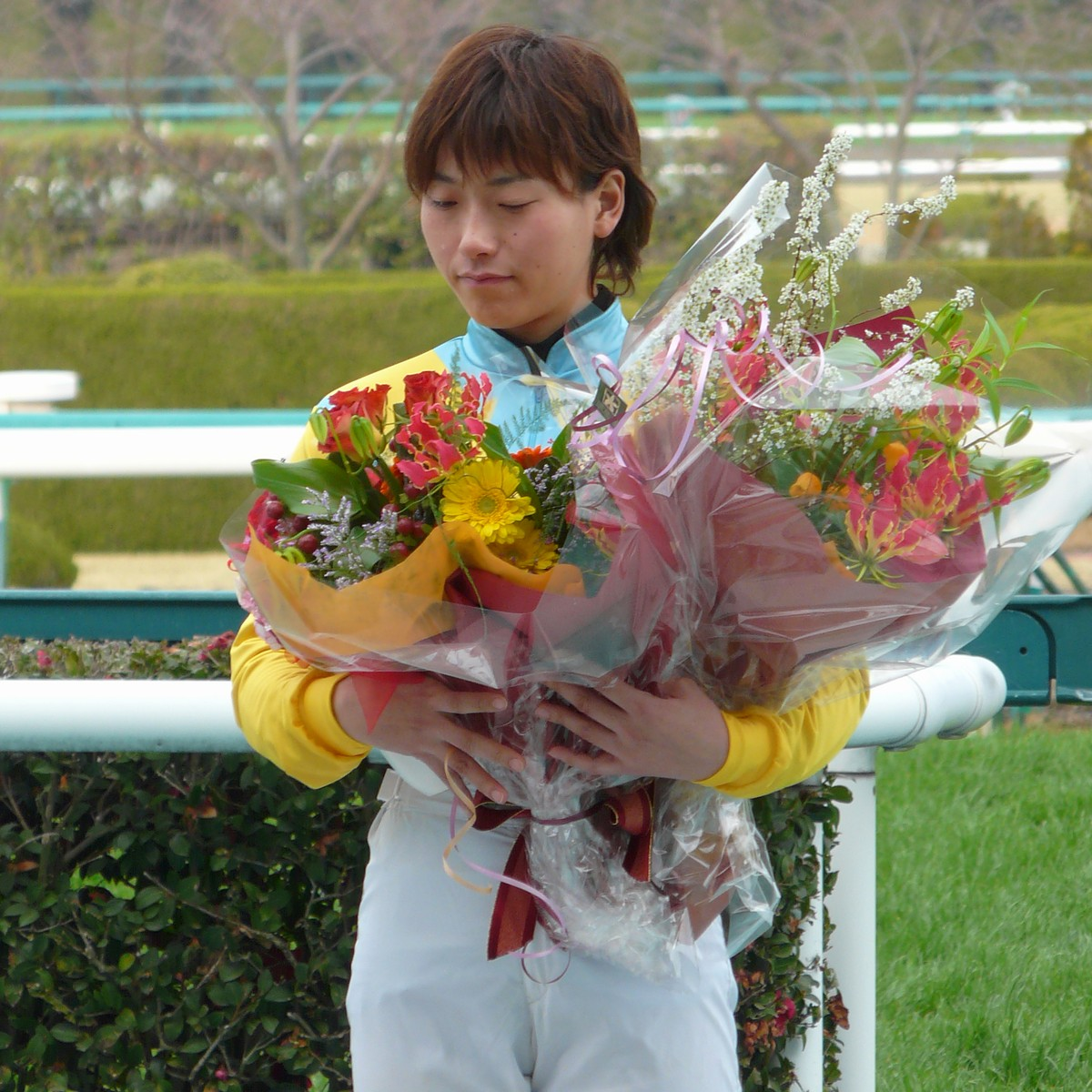
2010年2月28日の騎手引退セレモニー

2010年1月1日付で所属をフリーランスから梅田智之厩舎へと所属を変更したが、騎手免許の更新を行わず2月28日をもって引退すると発表され、前日27日が現役最後のレース騎乗となった。3月1日より所属する梅田厩舎の調教助手となった。梅田厩舎ではショウナンマイティなどの調教を担当している。
引退後、河内洋厩舎の調教助手と結婚、前原姓となる。
2015年4月12日阪神競馬場で行われた第75回桜花賞において担当するレッツゴードンキ号が優勝。

## その他
- 荒尾→佐賀所属の女性騎手岩永千明は同じ佐賀県出身で乗馬クラブの後輩でもある。

## 騎乗成績
| 年度   | 1着 | 2着 | 3着 | 騎乗数 | 勝率 | 連対率 | 複勝率 |
| ------ | --- | --- | --- | ------ | ---- | ------ | ------ |
| 2000年 | 9   | 5   | 4   | 181    | .050 | .077   | .099   |
| 2001年 | 6   | 5   | 6   | 179    | .034 | .061   | .095   |
| 2002年 | 0   | 0   | 1   | 51     | .000 | .000   | .020   |
| 2003年 | 1   | 1   | 0   | 51     | .020 | .039   | .039   |
| 2004年 | 1   | 1   | 0   | 40     | .025 | .050   | .050   |
| 2005年 | 0   | 0   | 0   | 30     | .000 | .000   | .000   |
| 2006年 | 0   | 0   | 0   | 27     | .000 | .000   | .000   |
| 2007年 | 0   | 0   | 0   | 19     | .000 | .000   | .000   |
| 2008年 | 0   | 0   | 0   | 6      | .000 | .000   | .000   |
| 2009年 | 0   | 0   | 0   | 2      | .000 | .000   | .000   |
| 2010年 | 0   | 0   | 0   | 3      | .000 | .000   | .000   |
| 平地   | 17  | 12  | 11  | 589    | .029 | .049   | .068   |
| 障害   | 0   | 0   | 0   | 1      | .000 | .000   | .000   |
| 地方   | 7   | 8   | 6   | 65     | .108 | .231   | .323   |